# Cela nr 3
Cela nr 3 – polski zespół punkrockowy. Grupa zainspirowana przez takie grupy jak: Ramones, Sham 69, czy Buzzcocks, powstała w 1985 roku w Grudziądzu, jako „Zanik pamięci”. W roku 1986 w pociągu, którym zespół wybierał się na koncert do pobliskiego Torunia, doszło do awantur, co skutkowało pobytem w grudziądzkim areszcie. Po tym wydarzeniu grupa zmieniła nazwę na „Cela nr 3”.
Obecnie skład zespołu to:
- Wiesław Panter (gitara, wokal)
- Krzysztof Panter (gitara, wokal)
- Andrzej Krajewski (bas)
- Piotr "Pietia" Cejmer  (perkusja).

W ciągu ponad 33 lat wspólnego grania (9 września 2005 r. odbył się jubileuszowy koncert dwudziestolecia „Celi nr 3” z udziałem Farben Lehre) ukazało się 6 wydawnictw (część wyłącznie na kasetach).
Zespół koncertował między innymi na festiwalu w Jarocinie.
Utwory grupy znalazły się na płycie zespołu Big Cyc Zadzwońcie po milicję!.

## Dyskografia
- 1987–1989 – Kwiaty
- 1987–1989 – Lustro
- 1997 – Live
- 2001 – Jedynka
- 2004 – Dedykacja dla Kurdupla
- 2005 – Miasto
- 2014 – Koniec Punk Rocka (?) (debiut na 24. miejscu listy sprzedaży OLiS)[3]